# Відплата Блекі
Відплата Блекі (англ. Blackie's Redemption) — американська драма режисера Джона Інса 1919 року.

## У ролях
- Берт Літелл — Бостон Блекі
- Еліс Лейк — Мері Доусон
- Генрі Колкер — Фред, граф
- Бернард Дж. Дернінг — Дент
- Джек Даффі — Голуб
- Вільям Мусгрейв — маленька Білка
- Гертруда Шорт — маленька Долл
- Дон Бейлі — головний детектив
- Вілтон Тейлор — детектив Мак
- Ах Той — китайський офіціант
- Джозеф Кілгур — начальник